# چی‌چی ایگبو
چی‌چی ایگبو (انگلیسی: Chi-Chi Igbo؛ زادهٔ ۱ مهٔ ۱۹۸۶) بازیکن فوتبال اهل نیجریه است.

وی همچنین در تیم ملی فوتبال Nigeria بازی کرده‌است.